# Juste valeur
La juste valeur (fair value en anglais) est une méthode de valorisation des actifs.

## Définition
Cette méthode de valorisation des actifs est prônée par de nombreux référentiels comptables, tels que le PCG en France pour les actifs de transaction ("trading book") et les normes comptables internationales IFRS, qui s'appliquent aux comptes consolidés des sociétés cotées ; elle y est définie comme « le montant pour lequel un actif pourrait être échangé, ou un passif éteint, entre parties bien informées, consentantes, et agissant dans des conditions de concurrence normale ». Depuis le 1er janvier 2013, IFRS 13 en donne une définition légèrement amendée : « le prix qui serait reçu pour la vente d’un actif ou payé pour le transfert d’un passif lors d’une transaction normale entre des intervenants du marché à la date d’évaluation ». 
Selon la méthode de la juste valeur, les actifs doivent être valorisés dans les bilans à cette valeur à la date de clôture du bilan. Cette méthode s'oppose à la « valorisation au coût historique », utilisée par ailleurs, tant dans les normes comptables françaises que selon les IFRS, selon laquelle l'actif reste valorisé dans les comptes à son prix à la date d'achat, même si sa valeur de marché a entretemps évolué.
La méthode de la juste valeur appliquée aux crédits titrisés (CDO en particulier) a été accusée à tort d'expliquer l'ampleur des dépréciations d'actifs, et donc des pertes, constatées dans le secteur bancaire en 2007 et 2008, lors de la crise des subprimes (plus de 100 milliards d'actifs dépréciés). L'application de cette méthode a entraîné des critiques envers les normes comptables IFRS, mises en place peu de temps auparavant. Un journal spécialisé écrit : « le passage aux normes comptables IFRS expose désormais les sociétés à une très forte volatilité aussi bien de leur compte de bilan que de leur compte de résultat. ». Mais d'autres auteurs plus nombreux expliquent que les IFRS ont joué un rôle marginal, voire positif, dans cette crise.
Selon le quotidien économique Les Échos en janvier 2008, « le principe de juste valeur (fair value) semble appelé à demeurer cette année le principal sujet d'attention des hommes du chiffre, qu'ils soient préparateurs de comptes, auditeurs ou analystes ».

## Fonctionnement de la juste valeur
La juste valeur est définie selon trois niveaux. Le niveau 1 est le plus objectif : il correspond à la référence à un marché actif. En toute rigueur, c'est le seul cas pour lequel on puisse parler de "mark-to-market". En l'absence de marché actif (soit parce que ce que l'on cherche à évaluer n'est pas coté, soit parce que le marché est inactif), la juste valeur doit être évaluée sur la base d'un modèle. Dans ce cas, on parle de "mark-to-model". Il existe encore deux cas : soit ce modèle n'utilise que des paramètres observables. Selon la norme IFRS 13, cela constitue le niveau 2. Enfin, dans le cas où le modèle utilise des paramètres non observables, la juste valeur à laquelle on arrive constitue le niveau 3. C'est le niveau le plus subjectif. De façon plaisante, certains appellent ce niveau "mark-to-myself".

## Avantages et critiques

### Avantages
- La mise en place de la juste valeur avait pour objectif de rapprocher la valeur comptable de la valeur de marché et donc de faciliter le travail des valorisations des sociétés par des tiers, de donner via la comptabilité une image plus réelle de la valeur de l'entreprise[réf. nécessaire].

- En actualisant à chaque arrêté des comptes la valeur des actifs, cette méthode réduit les plus ou moins-values potentielles qui n'étaient auparavant pas prises en compte dans les bilans. Elle devait donc réduire la volatilité des valorisations des sociétés, puisque dans la méthode antérieure, ces plus ou moins-values n'étaient constatées que lors d'un transfert de propriété de chacun des actifs concernés.

- Cette méthode permet de révéler plus rapidement les conséquences des crises financières, mais aussi en théorie de les résorber plus rapidement. Le quotidien économique français Les Échos explique ainsi que « en identifiant immédiatement les acteurs les plus exposés (NB : à la crise des subprimes), la “juste valeur” favorise l'exercice d'une véritable discipline de marché. » Et de rappeler que la crise des années 1990 au Japon avait été prolongée par le fait que les montagnes de créances douteuses avaient été dissimulées dans les bilans des banques[4].

### Critiques
- La remise à jour régulière des valeurs des actifs entraîne une volatilité des comptes et des résultats des sociétés dont certains pensent qu'elle est sans correspondance avec leur activité économique ; pour de nombreux spécialistes, la baisse de valeur d'un actif détenu à des fins spéculatives est tout à fait représentative d'une réalité économique.

- Plusieurs responsables d'institutions financières critiquent le fait que la valorisation s'applique à des actifs destinés à être conservés à moyen-long terme et pour lesquels la valorisation instantanée n'a pas de sens[5].

- Les méthodes de valorisation en mark-to-model sont opaques et ne sont pas harmonisées entre sociétés[6]. Dans son rapport intermédiaire de février 2008, le Forum de stabilité financière a appelé, selon Les Échos, à « plus de rigueur dans la mise en œuvre des méthodologies d'évaluation »[4].

## Critique de la juste valeur dans la crise du subprime
Avec la crise des subprimes, qui a entraîné la baisse de valorisation de nombreux actifs financiers, les établissements financiers à travers le monde ont enregistré (du début de la crise jusqu'à mars 2008) plus de 150 milliards de dollars de « pertes » correspondant à des dépréciations d'actifs réalisées en vertu du principe de la juste valeur.
Ces dépréciations ont entraîné de nombreuses critiques contre la norme de la juste valeur. Ainsi, en mars 2008, le représentant démocrate américain Barney Frank a accusé la norme comptable de la juste valeur « de tirer l'économie vers le bas. » et le président de l'assureur américain AIG a réclamé la remise en cause de ce principe.
En juin 2008, le directeur général de la banque française BNP Paribas Baudouin Prot estimait que « la plupart des banques et des régulateurs dans le monde semblent être en accord » pour « ne plus étendre le périmètre d'application de la fair market value, mais au contraire trouver les moyens de limiter ses effets pro-cycliques ».